# Fulehuk fyr
59°10′31″N 10°35′57″Ø / 59.17528°N 10.59917°Ø
Fulehuk fyr ligger på skæret Fulehuk på vestsiden af Oslofjorden som det østligste punktet i Nøtterøy kommune i Vestfold og Telemark fylke i Norge. Fyrlygten blev tændt 1. november 1821. I 1841 blev fyret det første i landet med tågeklokke. Klokken blev udskiftet både i 1879 og 1885, den sidste gang på grund af et havari på skæret. I 1912 blev der bygget et naust, og fyret fik elektricitet i 1938. I 1989 blev Fulehuk fyr slukket, og erstattet af Hollenderbåen fyrlygte.
Den oprindelige fyrvogterbolig var bygget af sten, og var på en etage. I 1910 ble fyret påbygget en etage af træ. I perioder boede også fyrvogternes familier på fyret.
Fulehuk står ikke på Riksantikvarens liste over bevaringsværdige fyrstasjoner.
I 2005 købte Nøtterøy kommune fyret Fulehuk af Kystverket. En venneforening, Fulehuks venner, har påtaget sig ansvaret for vedligehold af stedet.

## Stednavnet Fulehuk
Oprindelsen til stednavnet Fulehuk er omstridt. Det kommer formentlig fra nederlandsk (Vuile Hoek = Det farlige næs), og har da ikke noget med fugle at gøre. Den sproglige parallel i norsk er ordet ful, som betyder skummel. Skrivemåden Fuglehuk er stadig i brug, og har vært brugt længe.